# Hipotaxe
Hipotaxe é o processo  sintático que consiste em explicitar por uma conjunção subordinativa ou coordenativa a relação de dependência que pode existir entre duas frases que se seguem num enunciado longo, numa argumentação, etc. Assim, Esse homem é hábil, por isso ele se sairá bem, Esse homem é hábil e sair-se-á bem, Esse homem se sairá bem porque é hábil são formas diversas de hipotaxe (coordenação ou subordinação), opondo-se à simples justaposição das frases: Esse homem é hábil, ele se sairá bem, processo sintático chamado de parataxe (DUBOIS et al, Dicionário de Linguística. São Paulo: Cultrix, 1973, p. 325).